# Campodorus euurae
Campodorus euurae är en stekelart som först beskrevs av William Harris Ashmead 1890.  Campodorus euurae ingår i släktet Campodorus och familjen brokparasitsteklar. Inga underarter finns listade.